# Hyde United Football Club
El Hyde Football Club es un equipo de fútbol de Inglaterra que juega en la Northern Premier League Premier Division, la séptima liga de fútbol más importante del país.
Juega sus partidos en Ewen Fields, que tiene una capacidad para 4.250 espectadores. La asistencia récord ocurrió en 1952 enfrentando al Nelson, obteniendo una asistencia de 7.600 espectadores. El máximo goleador del club es Pete O'Brien con 247 goles.

## Historia

### Hyde Football Club
El Hyde Football Club se fundó el 27 de julio de 1885 en White Lion, en el centro de la ciudad. Jugaron en un estadio cerca de Bankfield Hotel, hasta 1898 cuando se mudaron a Townend Street y establecieron la sede del club en Gardeners Arms. Se mudaron a Ewen Fields en 1906 después de fusionarse con el Hyde St. George's y tomar su lugar en la Lancashire Combination. En 1917, el Hyde se retiró debido a lo que se denominó "war reaction".
Son recordados por una derrota por 26-0 contra el Preston North End en Deepdale, por la primera ronda de la FA Cup de la temporada 1887-88, siendo un récord en el fútbol inglés.

### Lancashire & Cheshire Federation, Manchester League y Cheshire County League
El Hyde United se formó en 1919 luego de que se reestableciera un club de fútbol. La palabra "United" se agregó al nombre debido a un partido entre dos grupos que solían encontrarse en el mercado: los Forty Gang y los Discharged Soldiers and Sailors, ambos grupos muy activos en la resurrección del club. Después de una temporada en la Lancashire and Cheshire Federation, el Hyde United se unió a la Manchester League y en 1930 ganó cinco veces y ganó la Gilgryst Cup dos veces. El club se mudó a la Cheshire County League en 1930 y ganó la League Challenge Cup cuatro años después. La década posterior a la Segunda Guerra Mundial resultó ser una gran época para el club. En 1946 ganaron la Cheshire Senior Cup, el primero de muchos trofeos en llegar a Ewen Fields durante los próximos diez años. En 1953, el Hyde ganó la Cheshire League Cup seguida por una liga y una copa una temporada más tarde. La temporada 1955-56 vio al club retener el campeonato y terminar como subcampeón en las siguientes tres temporadas.
Alcanzaron la Primera ronda de la FA Cup en 1954, perdiendo por 5-1 contra el Workington, quienes en ese momento eran dirigidos por Bill Shankly. El Hyde fue miembro fundador de la Northern Premier League en 1968, pero las tensiones financieras pasaron factura y el club se reincorporó a la Cheshire League en 1970, donde permanecieron 12 años. Ganaron la Cheshire League Cup en 1973, y en 1981 terminaron subcampeones de la liga y campeones de la Cheshire Senior Cup y The League Challenge Shield.

## Primeros años
Iniciaron en la Lancashire and Cheshire Federation, y luego de un año se pasaron a la Manchester League y para 1930 ganaron 5 ligas y 2 copas, año en que se cambiaron a la Cheshire County League, ganando la copa de la liga en 4 ocasiones.
Luego del receso por la Segunda Guerra Mundial, ganaron la Cheshire Senior Cup en 1946; en 1953 ganaron la copa de la liga y al año siguiente consiguieron el doblete, fueron uno de los miembros fundadores de la Northern Premier League en 1968, pero por los costosos viajes, retornaron a la Cheshire League en 1970, en la que permanecieron por 12 años.

## Estadio

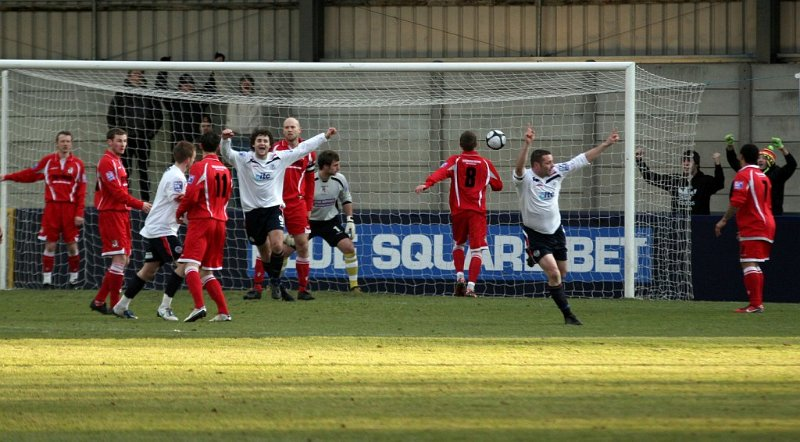
Steve Halford anota para el Hyde en 2011

El Hyde juega sus partidos de local en el Ewen Fields, el cual tiene una capacidad para 4,073 espectadores ubicados en 5 tribunas: la principal, la Scrattin' Shed, la Tinker's Passage end, la Leigh Street stand y la Walker Lane end. Todos están parados, excepto en la principal, donde pueden estar 530 espectadores sentados. El campo era de césped Baspograss, hasta que en 1995 lo cambiaron a césped simple.
El estadio no está autorizado para juegos de la FA Cup por la superficie artificial, por lo que no jugaron ahí ante el Darlington en la Primera Ronda en la edición de 1994–95. El Ewen Fields ha sido sede de varios equipos en el pasado, como Manchester United Reserves y Stockport County Reserves como ejemplos. El Ewen Fields también ha sido sede del Oldham Curzon Ladies Football Team.
Luego de que el Hyde United cambiara su nombre y colores en 2010, el color del estadio fue cambiado de rojo a azul en 2010, a causa del Manchester City Football Club. El cambio se debe a la relación de cooperación entre ambos equipos y el Ewen Fields también lo usa el Manchester City's Reserve Team.

## Gerencia
Al 18 de abril del 2011
- Dueño: John Manship
- Presidente: Sir Geoff Hurst[11]

Mesa Directiva
- Presidente: Joe Kitchen
- Jefe Ejecutivo: Howard Eggleston
- Secretario: Andrew McAnulty

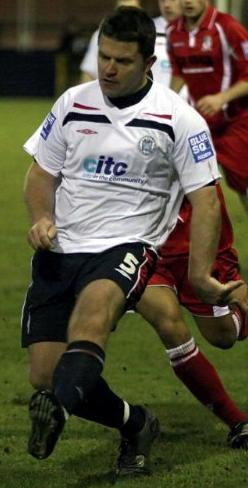
Scott McNiven es el actual entrenador del Hyde

- Directores: John Manship, Tahir Khan, Howard Eggleston, Andrew McAnulty, Peter Ainger, Colin Fielding, Mary Gibbons, Joseph Kitchen, Trevor Leech, Darren Mellor.

## Palmarés
- Conference North: 1

2011–12
- Northern Premier League: 1

2004–05
- Northern Premier League Division One North: 1

2003–04
- Cheshire League: 3

1954–55, 1955–56, 1981–82
- Manchester League: 5

1920–21, 1921–22, 1922–23, 1928–29, 1929–30
- Cheshire Senior Cup: 6

1945–46, 1962–63, 1969–70, 1980–81, 1989–90, 1996–97
- Manchester Premier Cup: 6

1993–94, 1994–95, 1995–96, 1998–99, 2004–05, 2005–06
- Manchester Senior Cup: 1

1974–75
- Northern Premier League Challenge Cup: 3

1985–86, 1989–90, 1995–96
- Northern Premier League Chairman's Cup: 2

1999–2000, 2003–04
- Cheshire League Cup: 5

1933–34, 1952–53, 1954–55, 1972–73, 1981–82

## Récords
- Mayor asistencia  – 7,600 vs. Nelson en 1952 por la FA Cup.[31]
- Mayor victoria  – 13–1 vs. Eccles United en 1921–22.[32]
- Mayor victoria en la Northern Premier League  – 9–1 vs. South Liverpool en 1990–91.[33]
- Peor derrota en la Northern Premier League  – 0–6 vs. Stalybridge Celtic en 2002–03.[34]
- Más apariciones para el equipo  – Steve Johnson; más de 600.[35]
- Goleador histórico  – Pete O'Brien; 247.
- Máximo goleador en una temporada  – Ernest Gillibrand; 86 en la temporada 1929–30.[36]
- Más goles en un juego  – Ernest Gillibrand 7 vs. New Mills en la temporada 1929–30.[36]
- Mayor venta  – £50,000 por Colin Little al Crewe Alexandra en 1995.[37]
- Mayor compra – £8,000 por Jim McCluskie del Mossley en 1989.[38]